# Adda (Fluss, Südsudan)
Der Adda ist ein Fluss, der im Wesentlichen durch das zwischen dem Sudan und Südsudan umstrittene Gebiet Kafia Kingi fließt.
Die durchschnittliche Höhe beträgt 499 Meter über dem Meeresspiegel. Südlich der Stadt Radom im Sudan bildet er am Zusammenfluss mit dem Umbelasha-Fluss im Bundesstaat Western Bahr el Ghazal des Südsudan den Bahr al-Arab, der im weiteren Verlauf die Grenze zwischen Südsudan und Sudan bildet.
Die Quelle des Adda, wie auch des Umbelasha liegen im Bongo-Massiv, einem Gebirgszug im Grenzgebiet zur Zentralafrikanischen Republik.